# زیردریایی یکاترینبورگ (کی-۸۴)
زیردریایی یکاترینبورگ (کی-۸۴) (به انگلیسی: Russian submarine Ekaterinburg (K-84)) یک زیردریایی است که طول آن ۱۶۷٫۴ متر (۵۴۹ فوت) می‌باشد. این زیردریایی  در سال ۱۹۸۵ ساخته شد.